# 바버라 윈저
바버라 윈저 여사(영어: Dame Barbara Windsor, DBE 1937년 8월 6일 ~ 2020년 12월 10일)는 잉글랜드의 배우이다.

## 서훈
- 2000년 대영 제국 훈장 5등급(MBE)[2]
- 2016년 대영 제국 훈장 2등급(DBE, 작위급 훈장)[1]

## 작품 목록
- 거울 나라의 앨리스